# Maypacius gilloni
Maypacius gilloni är en spindelart som beskrevs av Patrick Blandin 1978. Maypacius gilloni ingår i släktet Maypacius och familjen vårdnätsspindlar.
Artens utbredningsområde är Senegal. Inga underarter finns listade i Catalogue of Life.